# Dianthus alpinus
Cẩm chướng núi cao (danh pháp hai phần: Dianthus alpinus) là loài thực vật có hoa thuộc họ Cẩm chướng. Loài này được L. mô tả khoa học đầu tiên năm 1753.